# Salts al Campionat del Món de natació de 2017 – 10 metres plataforma femení
La prova de 10 metres plataforma femení al Campionat del món de 2017 es va celebrar els dies 18 i 19 de juliol de 2017.

## Resultats
La ronda preliminar es va iniciar el 18 de juliol a les 10:00. Les semifinals es van celebrar el 18 de juliol a les 15:30. La final es va celebrar el 19 de juliol a les 18:30.
Verd denota finalistes
Blau denota semifinalistes
| Posició | Saltador             | Nacionalitat   | Preliminar | Preliminar | Semifinal   | Semifinal   | Final       | Final       |
| Posició | Saltador             | Nacionalitat   | Punts      | Posició    | Punts       | Posició     | Punts       | Posició     |
| ------- | -------------------- | -------------- | ---------- | ---------- | ----------- | ----------- | ----------- | ----------- |
| 1       | Cheong Jun Hoong     | Malàisia       | 316.70     | 9          | 325.50      | 7           | 397.50      | 1           |
| 2       | Si Yajie             | Xina           | 359.25     | 3          | 382.80      | 1           | 396.00      | 2           |
| 3       | Ren Qian             | Xina           | 376.65     | 1          | 367.50      | 2           | 391.95      | 3           |
| 4       | Kim Mi-rae           | Corea del Nord | 335.25     | 6          | 346.00      | 5           | 385.55      | 4           |
| 5       | Melissa Wu           | Austràlia      | 360.30     | 2          | 318.70      | 11          | 370.20      | 5           |
| 6       | Kim Kuk-hyang        | Corea del Nord | 351.20     | 4          | 360.85      | 3           | 360.00      | 6           |
| 7       | Minami Itahashi      | Japó           | 304.00     | 15         | 313.70      | 12          | 357.85      | 7           |
| 8       | Meaghan Benfeito     | Canadà         | 339.75     | 5          | 355.15      | 4           | 331.40      | 8           |
| 9       | Pandelela Rinong     | Malàisia       | 306.00     | 13         | 322.75      | 8           | 322.40      | 9           |
| 10      | Olivia Chamandy      | Canadà         | 299.10     | 17         | 320.55      | 10          | 307.15      | 10          |
| 11      | Jessica Parratto     | Estats Units   | 306.85     | 12         | 322.75      | 8           | 302.35      | 11          |
| 12      | Carolina Murillo     | Colòmbia       | 321.55     | 7          | 325.75      | 6           | 283.35      | 12          |
| 13      | Maria Kurjo          | Alemanya       | 304.50     | 14         | 306.30      | 13          | No avançava | No avançava |
| 14      | Christina Wassen     | Alemanya       | 303.25     | 16         | 299.40      | 14          | No avançava | No avançava |
| 15      | Gabriela Agúndez     | Mèxic          | 310.95     | 11         | 297.35      | 15          | No avançava | No avançava |
| 16      | Robyn Birch          | Regne Unit     | 311.60     | 10         | 294.00      | 16          | No avançava | No avançava |
| 17      | Cho Eun-bi           | Corea del Sud  | 297.95     | 18         | 292.10      | 17          | No avançava | No avançava |
| 18      | Taneka Kovchenko     | Austràlia      | 318.50     | 8          | 282.45      | 18          | No avançava | No avançava |
| 19      | Laura Marino         | França         | 291.90     | 19         | No avançava | No avançava | No avançava | No avançava |
| 20      | Anna Chuinyshena     | Rússia         | 287.05     | 20         | No avançava | No avançava | No avançava | No avançava |
| 21      | Celine van Duijn     | Països Baixos  | 285.10     | 21         | No avançava | No avançava | No avançava | No avançava |
| 22      | Yulia Timoshinina    | Rússia         | 281.75     | 22         | No avançava | No avançava | No avançava | No avançava |
| 23      | Lois Toulson         | Regne Unit     | 278.60     | 23         | No avançava | No avançava | No avançava | No avançava |
| 24      | Nana Sasaki          | Japó           | 274.80     | 24         | No avançava | No avançava | No avançava | No avançava |
| 25      | Tuti García          | Cuba           | 272.60     | 25         | No avançava | No avançava | No avançava | No avançava |
| 26      | Sofiia Lyskun        | Ucraïna        | 270.45     | 26         | No avançava | No avançava | No avançava | No avançava |
| 27      | Delaney Schnell      | Estats Units   | 268.05     | 27         | No avançava | No avançava | No avançava | No avançava |
| 28      | Villő Kormos         | Hongria        | 265.15     | 28         | No avançava | No avançava | No avançava | No avançava |
| 29      | Giovanna Pedroso     | Brasil         | 258.40     | 29         | No avançava | No avançava | No avançava | No avançava |
| 30      | Ganna Krasnoshlyk    | Ucraïna        | 253.50     | 30         | No avançava | No avançava | No avançava | No avançava |
| 31      | María Betancourt     | Veneçuela      | 247.85     | 31         | No avançava | No avançava | No avançava | No avançava |
| 32      | Montserrat Gutiérrez | Mèxic          | 247.05     | 32         | No avançava | No avançava | No avançava | No avançava |
| 33      | Kim Su-ji            | Corea del Sud  | 242.10     | 33         | No avançava | No avançava | No avançava | No avançava |
| 34      | Lim Shen-Yan Freida  | Singapur       | 237.10     | 34         | No avançava | No avançava | No avançava | No avançava |
| 35      | Jaimee Gundry        | Sud-àfrica     | 230.60     | 35         | No avançava | No avançava | No avançava | No avançava |
| 36      | Maha Abdelsalam      | Egipte         | 229.30     | 36         | No avançava | No avançava | No avançava | No avançava |
| 37      | Ingrid Oliveira      | Brasil         | 228.00     | 37         | No avançava | No avançava | No avançava | No avançava |